# Proteina legante il mannosio
La proteina legante il mannosio (MBP, Mannose-Binding Protein, o MBL, Mannose-Binding Lectin) è una proteina plasmatica che unita alla lectina è in grado di attivare una delle vie di attivazione del sistema del complemento (chiamata "via della lectina" appunto). Il mannosio è infatti un residuo presente sulla membrana di molte specie batteriche, viene legato dalla proteina legante il mannosio, dalla lectina e infine dal complemento che provoca l'opsonizzazione o la distruzione della cellula batterica.